# Dolenjski muzej
Dolenjski muzej Novo mesto je eden od večjih in pomembnih muzejev v Sloveniji. Ustanovljen je bil leta 1950 in predstavlja preteklost Novega mesta in velikega dela Dolenjske s sledečimi razstavami.

## Arheološka razstava
Ta je po bogastvu, edinstvenosti najdb izstopajoča tako doma kot v Svetu. Materialne najdbe dokazujejo, da je bil prostor današnjega Novega mesta stalno poseljen od 10. stoletja p.n.š. do konca 4. stoletja n.š. to ustreza obdobju od pozne bronaste dobe do konca Rimske zasedbe naših krajev. Najdeni predmeti kažejo na visoko stopnjo razvoja v bronasti dobi. Sredi 8.stoletja pr.nšt. je bila na Dolenjskem zelo izražena železna doba ali halštatska doba. Tu je bilo središče z halštatskimi knezi, kar dokazujejo bogate najdbe opreme, čelade, bronasti oklepi, bronasta posoda, lončena posoda, zlasti pa velika količina nakita iz brona, jantarja, raznobarvnih steklenih kroglic nanizanih v ogrlice. Ob svečanostih in obrednih praznovanjih so uporabljali bogato okrašene bronaste posode, situle, ki so jih izdelovali v neposredni bližini današnjega Novega mesta. Kar četrtina vseh odkritih situl v svetu je najdenih prav v Sloveniji. Domnevajo da je bil v 5. stoletju p.n.š. prav tu nekakšen center situlske umetnosti.

## Etnološka razstava
Prikazuje življenje in delo kmečkih ljudi v teh krajih v 19. in prvi polovici 20. stoletja. Razstavljena so kmečka orodja, katera so naši predniki uporabljali pri obdelovanju polja in pri raznih obrteh, kot so; lončarstvo, mlinarstvo, medičarstvo, svečarstvu in obdelavi lesa.

## Razstava novejše zgodovine
Prikazuje fotografije, fotokopije dokumentov in vrsto predmetov iz časa druge svetovne vojne z območja Dolenjske. V spominski avli je tudi velika kovinska plošča v katero je vrezanih 3000 imen padlih borcev in žrtev nasilja med drugo svetovno vojno.

## Spomeniško območjeKočevski rog
To je dislocirana enota, kjer si lahko ogledamo na Bazi 20 26 lesenih barak, ki so med vojno dajale zavetje političnemu in vojaškemu vodstvu slovenskih partizanov, tu je tudi prikaz partizanskih bolnšnic v  Jelendolu in Zgornjem Hrastniku.

## Galerija Jakčev dom
Dislocirana enota, ki se nahaja na Sokolski ulici v Novem mestu, v nekdanjem hotelu in kavarni družine Jakac, v kateri so razstavljena dela Božidarja Jakca. Božidar Jakac je zapustil mestu Novo mesto svojo bogato zbirko, sestavleno iz 828 del, risb, slik, grafik, krokijev, skic in fotografij. Celotno zbirko sestavljajo dela iz različnih obdobij njegovega ustvarjanja. Tu so dela iz njegove mladosti, študija v Pragi, portreti njegovh sorodnikov, portreti pomembnih slovenskih umetnikov, njegovih prijateljev, motivi dolenjske pokrajine, njegova dela iz zrelega obdobja ustvarjanja, starostnega obdobja in fotografije iz njegovih potovanj po Sloveniji, Evropi ter ostalem svetu.
V galeriji je zbrana tudi Likovno pedagoška zbirka, ki je nastala v 80-letih dvajsetega stoletja na pobudo akademske slikarke Alenke Gerlovič. Ta zbirka ima vključenih približno 100 del nekaj desetin slovenskih umetnikov, ki zastopajo vse zvrsti likovnega izražanja. Predstavljenih je nekaj več kot 30 različnih tehnik, od risbe, ki je temelj likovnih del, kroki,skica, študija, izrazna risba, osnutek, samostojna risba. Zastopana je tudi grafična tehnika, ki prikazuje več variant visokega, ploskega, globokega, slepega in reliefnega tiska. Zbirka prikazuje tudi različne kiparske tehnike za izražanje prostorskih oblik z odvzemanjem, dodajanjem, sestavljanjem in upogibanjem materialov. Ta zbirka je namenjena širšemu krogu ljubiteljev likovne umetnosti, šolski mladini, pedagogom za dopolnilni program osnovnih in srednjih šol.